# Gmina Brody (Powiat Starachowicki)
Die Gmina Brody ist eine Landgemeinde im Powiat Starachowicki der Woiwodschaft Heiligkreuz in Polen. Ihr Sitz ist das gleichnamige Dorf mit etwa 1750 Einwohnern.

## Gliederung
Zur Landgemeinde (gmina wiejska) Brody gehören folgende Dörfer mit einem Schulzenamt:
Adamów
Brody
Budy Brodzkie
Bór Kunowski
Działki
Dziurów
Górki k. Brodów
Górki k. Młynka
Henryk
Jabłonna
Kitowiny
Krynki
Kuczów
Lipie
Lubienia
Młynek
Podłaziska
Połągiew
Przymiarki
Ruda
Rudnik
Staw Kunowski
Styków
Tatry
Zakanale
Weitere Ortschaften der Gemeinde sind:
Brody Fabryczne
Czarne Pole
Czworaki
Gajówka Bór Kunowski
Gajówka Czarne Pole
Gajówka Henryk
Gajówka Karczma Kunowska
Gajówka Kałków
Gajówka Klamocha
Gajówka Krynki
Gajówka Lubienik
Gajówka Ruda
Gajówka Staw Kunowski
Gajówka Styków
Gajówka Tatry
Gajówka Zębiec
Gołańka
Henryk-Szyb
Karczma Kunowska
Klepacze
Komorniki
Komorniki
Komorniki
Krynki Duże
Krynki Małe
Kutery
Lepak
Leśniczówka Nietulisko
Leśniczówka Połągiew
Listki
Lubienik
Majorat
Myszki
Nad Kanałem
Nad Kanałem
Nadleśnictwo Lubienia
Pastwiska
Piachowa Góra
Pod Lasem
Pod Szosą
Podlesie
Podlesie
Podszosie
Polesie-Kolonia
Pozorek
Połać
Rejzmanówka
Ruda Duża
Ruda Mała
Ruśna
Skała
Stoczki
Styków-Kolonia
Suszarnia
Trojak Warszawka
Zajazd Brody
Zawały
Zębiec
Złotki
Łąki
Świerta